# Даніло Асеваль
Даніло Асеваль (ісп. Danilo Aceval, нар. 15 вересня 1975, Арройос-і-Істерос) — парагвайський футболіст, що грав на позиції воротаря. Грав за національну збірну Парагваю, з якою був учасником чемпіонату світу та двох Кубків Америки.

## Клубна кар'єра
Асеваль вихованець футбольної академії клубу «Серро Портеньйо». У 1994 році він дебютував за команду в парагвайській Прімері. У своєму першому ж сезоні він виграв чемпіонат, а в наступному повторив це досягнення. Під час виступів за «Серро Портеньйо» Даніло не тільки захищав ворота, а й забивав голи. У 46 матчах за клуб він забив 6 голів, в основному забиваючи з пенальті та штрафні.
У 1997 році Асеваль перейшов в аргентинський клуб «Уніон» (Санта-Фе). У новій команді він відразу став основним воротарем, а також поповнив свій бомбардирський рахунок ще на 9 голів. У 1999 році Данило повернувся в «Серро Портеньйо», але програв конкуренцію за місце в основі і вже через півроку він прийняв запрошення «Спортіво Сан-Лоренсо».
У 2000 році Асеваль покинув Парагвай і переїхав в мексиканську Прімеру, де став виступати за «УАНЛ Тигрес», але вже 2001 року Даніло повернувся на батьківщину, підписавши контракт зі столичною «Олімпією». Протягом трьох сезонів він був дублером Рікардо Тавареллі, отримавши свій шанс тільки в 2004 році, коли Рікардо покинув клуб. У 2002 році Асеваль виграв разом з командою Кубок Лібертадорес, а роком пізніше Рекопу Південної Америки.
У 2005 році Даніло втретє повернувся в «Серро Портеньйо». У першому ж сезоні він виграв чемпіонат, а в наступному став чотириразовим чемпіоном Парагваю.
У 2006 році Асеваль трохи пограв за клуб «12 жовтня», а наступного року перейшов в чилійський клуб «Ньюбленсе», забивши у своєму першому сезоні 4 голи. Через рік він покинув команду і уклав контракт з іншим місцевим клубом «Депортес Консепсьйон».
Завершив професійну ігрову кар'єру на батьківщині у клубі «Рубіо Нью», за який виступав протягом 2008—2009 років.

## Виступи за збірну
14 травня 1995 року в товариському матчі проти збірної Болівії Асеваль дебютував у складі національної збірної Парагваю. У тому ж році він поїхав з національною командою на Кубку Америки в Уругваї. 
У 1998 році Кампос був включений в заявку на участь в чемпіонаті світу 1998 року у Франції. На турнірі він був дублером Хосе Луїса Чілаверта і на поле не виходив. Після «мундіалю» Даніло взяв участь в домашньому Кубку Америки 1999 року. У 2005 році він завершив кар'єру в збірній країни.

## Титули і досягнення
- Чемпіон Парагваю (4):

«Серро Портеньйо»: 1994, 1996, 2004, 2005
- Володар Кубка Лібертадорес (1):

«Олімпія» (Асунсьйон): 2002
- Переможець Рекопи Південної Америки (1):

«Олімпія» (Асунсьйон): 2003